# Galerga
Arnetta là một chi skipper butterflies thuộc họ Bướm nhảy.